# Majoor Henk Fernandes Airport
Het Majoor Henk Fernandes Airport (IATA:ICK, ICAO:SMNI) is een vliegveld in het uiterste noordwesten van Suriname nabij Nieuw-Nickerie, de hoofdstad van het district Nickerie en tevens de tweede stad van het land.
Het vliegveld werd genoemd naar Henk Fernandes, tijdens het militaire regime een van de drie leden van het Militaire Gezag.